# Sous le fil électrisé
Sous le fil électrisé est un livre de François Jaminet[Qui ?] paru en 1921 à Bruxelles, puis en France en 1931 aux Nouvelles éditions latines, à Paris. Sa préface est d'Alix Pasquier (Alex Pasquier après 1924).
François Jaminet raconte l'histoire des filières de passage de la frontière néerlandaise qu'il avait organisées pendant la Première Guerre mondiale.
Deux fois condamné à mort par la justice militaire allemande, François Jaminet (dates[Quand ?]) fit sortir de Belgique plus de 900 personnes, dont de nombreux soldats français et belges.